# 阿圖島戰役
阿圖島戰役是第二次世界大戰太平洋戰爭中發生在阿留申群島—阿圖島的一場戰役，敵對雙方是大日本帝國和美國，這也是二次大戰中唯一在美國領土的陸上戰鬥。

## 戰前準備
這場戰鬥是美軍為了奪回自1942年10月被日軍佔領的阿圖島。
日軍在島上建設了超過美軍預期的強力防禦工事，而美軍部隊雖然人數是好幾倍，但卻是在加利福尼亞沙漠受訓的第7步兵師，不僅兩棲登陸經驗不足、冬季裝備不足、對島上防禦工事也未做好戰前偵查，加上阿圖島的惡劣天氣，造成美軍不小的傷害。

## 戰鬥初期

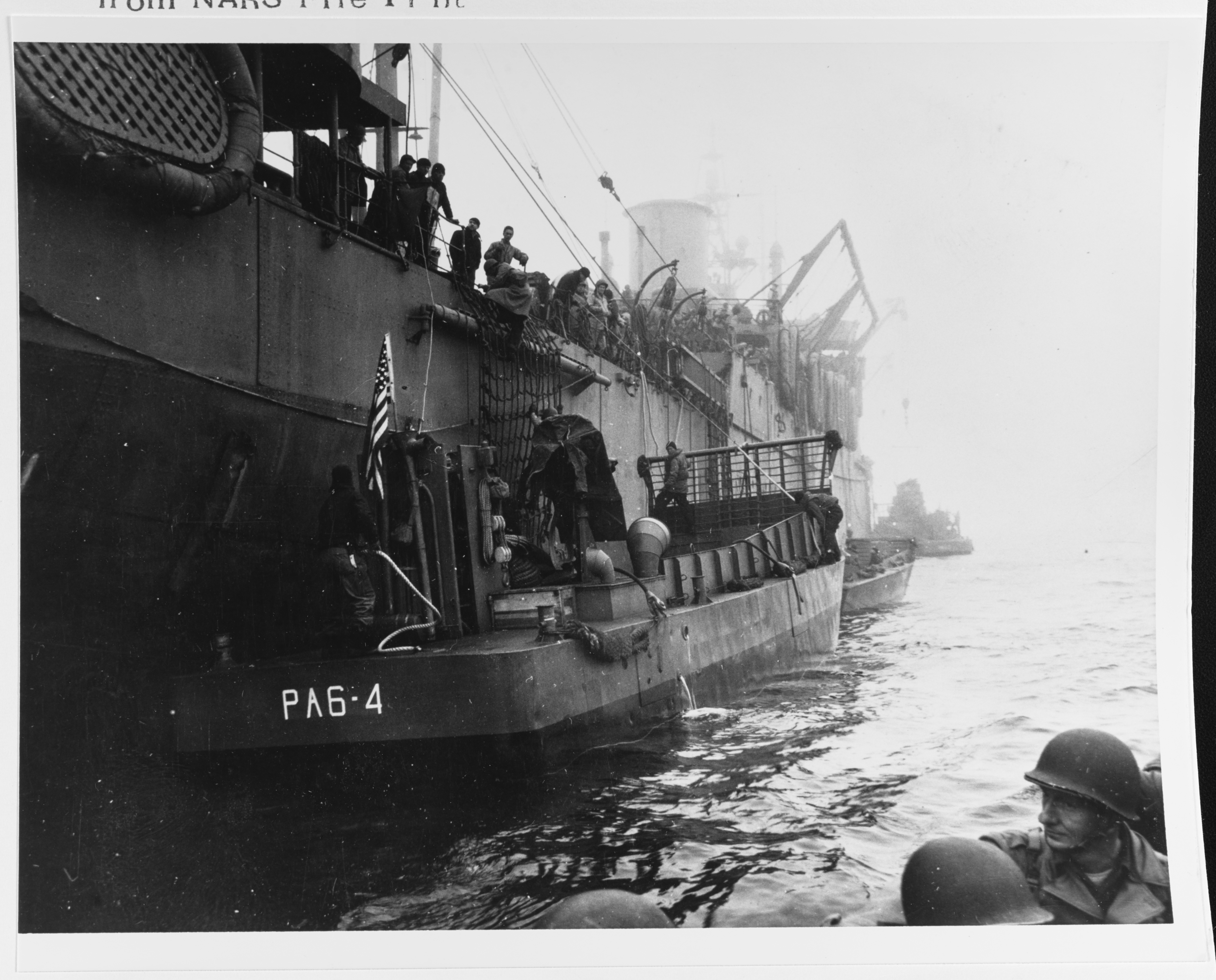
美軍於5月11日從海伍德號武裝運輸艦轉乘機械化登陸艇準備搶灘

美軍原訂在1943年5月7日登陸，但阿留申群島惡劣的天氣延遲了美軍的進攻時間。日本守軍雖然做好了全面迎戰的準備，但幾天後仍不見動靜，放鬆了警惕。同時也因為當天的大霧天氣，當美軍於5月11日登上灘頭時，沒有受到任何攻擊。
5月12日清晨，日軍才發現美軍登陸。北部登陸部隊在「血腥角」地區被日軍砲火襲擊，美軍組織突擊隊穿越了一片山脊，與日軍展開了近接戰鬥才突破。而同時，美軍南部登陸部隊開始向位於阿圖島南海岸線20英里的「馬薩克灣」進攻，他們將在那裡同北部登陸部隊會師。
日軍於夜間穿過美軍防線，回到了預先修築好的山谷一側的密集防禦工事中，發起突然而猛烈的炮火攻擊，美軍士兵們慌亂的挖著躲避砲火的散兵坑，但在坑挖出來的同時，冷水立刻涌了上來，士兵們在刺骨的冷水中縮成一團。而位於河床的士兵因低溫症無法動彈。就這樣，被困在了馬薩克山谷6天，而士兵們因凍傷和戰壕足病造成的傷亡卻與日俱增。
之後的北部登陸部隊突破日軍的陣地，向南移師。5月17日，山崎知道已經無法阻止美軍會合，將部隊撤到阿圖島東部，退守到克萊維斯隘口，這裡是日軍在奇恰戈港主基地的最後一道屏障。正是由於日軍後撤，被困於馬薩克山谷的部隊才擺脫了困境。

## 戰鬥後期

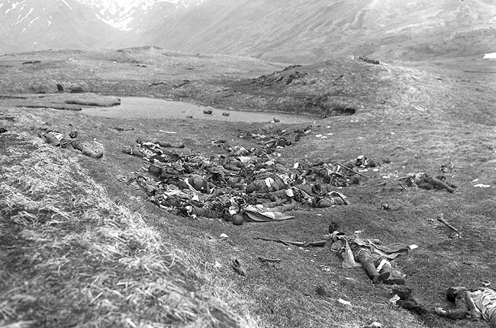
萬歲衝鋒中被击毙的日军

之後在美軍迅速推進下，成功控制了克萊維斯隘口，也將殘餘的日軍壓縮到了奇恰戈半島上，而山崎知道面對絕對優勢的美軍必敗無疑，所以他在奇恰戈港構築了複雜的戰壕體系和火力網，儲備了充足的彈藥供應，做好了「為天皇盡忠」的準備。1943年5月29日，美軍準備在凌晨發起總攻擊，雖然日軍搶先美軍一步下令發起自殺式反攻，但反攻失敗，人數越來越少。之後在深夜組成突擊隊進入美軍陣地攻擊（即萬歲衝鋒），但還是被後備梯隊殲滅。
剩餘的日軍知道反擊無望，開始組織集體自殺式的肉搏戰，結束了自己的生命。5月30日早上，美軍看到山谷裡堆滿了許多頭部與軀幹支離破碎的日軍屍體，並俘虜了倖存者。

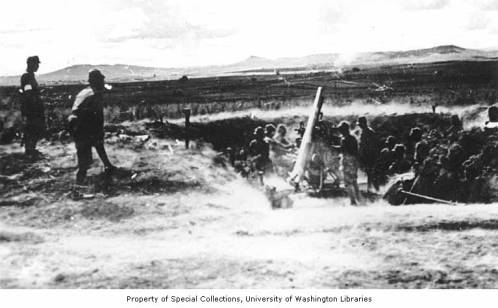
日軍在1943年於阿圖島進行火砲試射

## 後續影響
這場戰役美方有549人陣亡，1148人受傷，2000多人因病退場。而日軍也進行了太平洋戰爭以來第一次的玉碎戰術，2300名官兵最後只剩下28名倖存者，因此美國人在瞭解到日軍寧可自殺也絕不投降的根據，也為往後避免直接傷亡的「跳島戰術」打下了基礎。

### 附錄
1. ↑  美國陸軍軍事歷史中心.